# Karat (musikgrupp)
Karat är ett tyskt rockband som grundades 1975 och som tillhörde de mest framgångsrika i Östtyskland och även hade stora framgångar i Västtyskland. Karats mest kända låt är "Über sieben Brücken mußt Du geh'n" som även blev känd genom Peter Maffays version. Bandets stil beskrivs ofta som progressiv rock.

## Historia

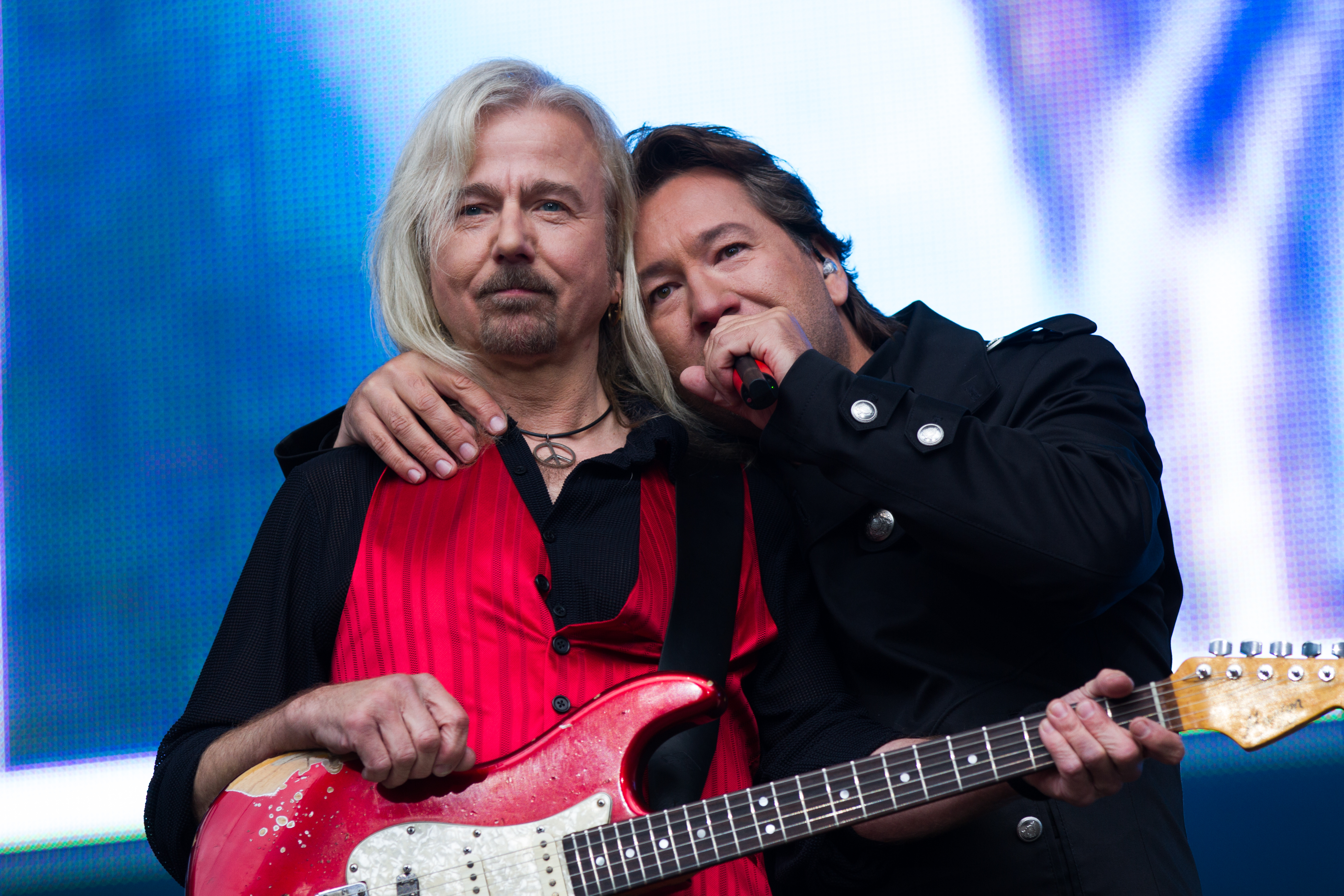
Bernd Römer, Claudius Dreilich

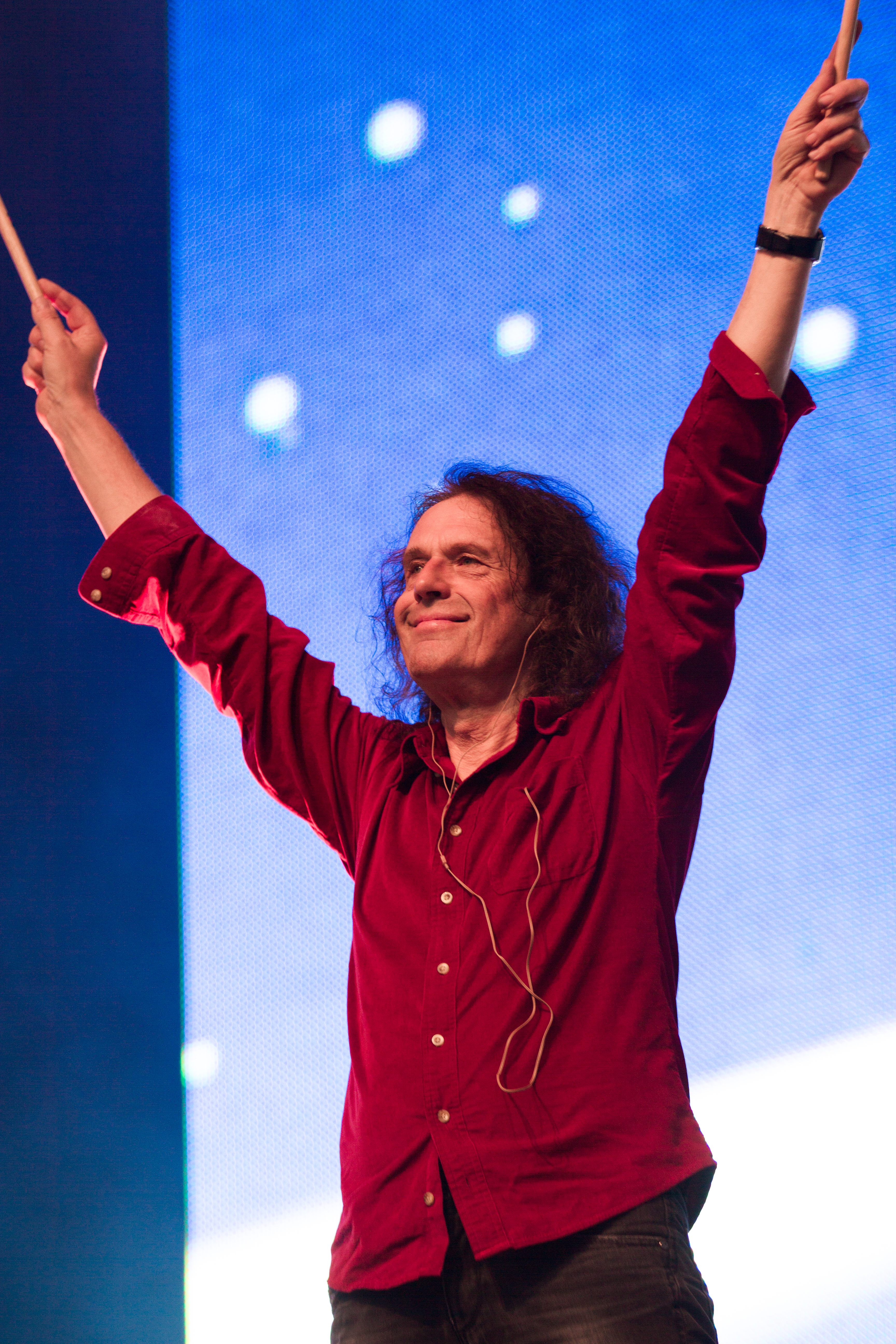
Michael Schwandt

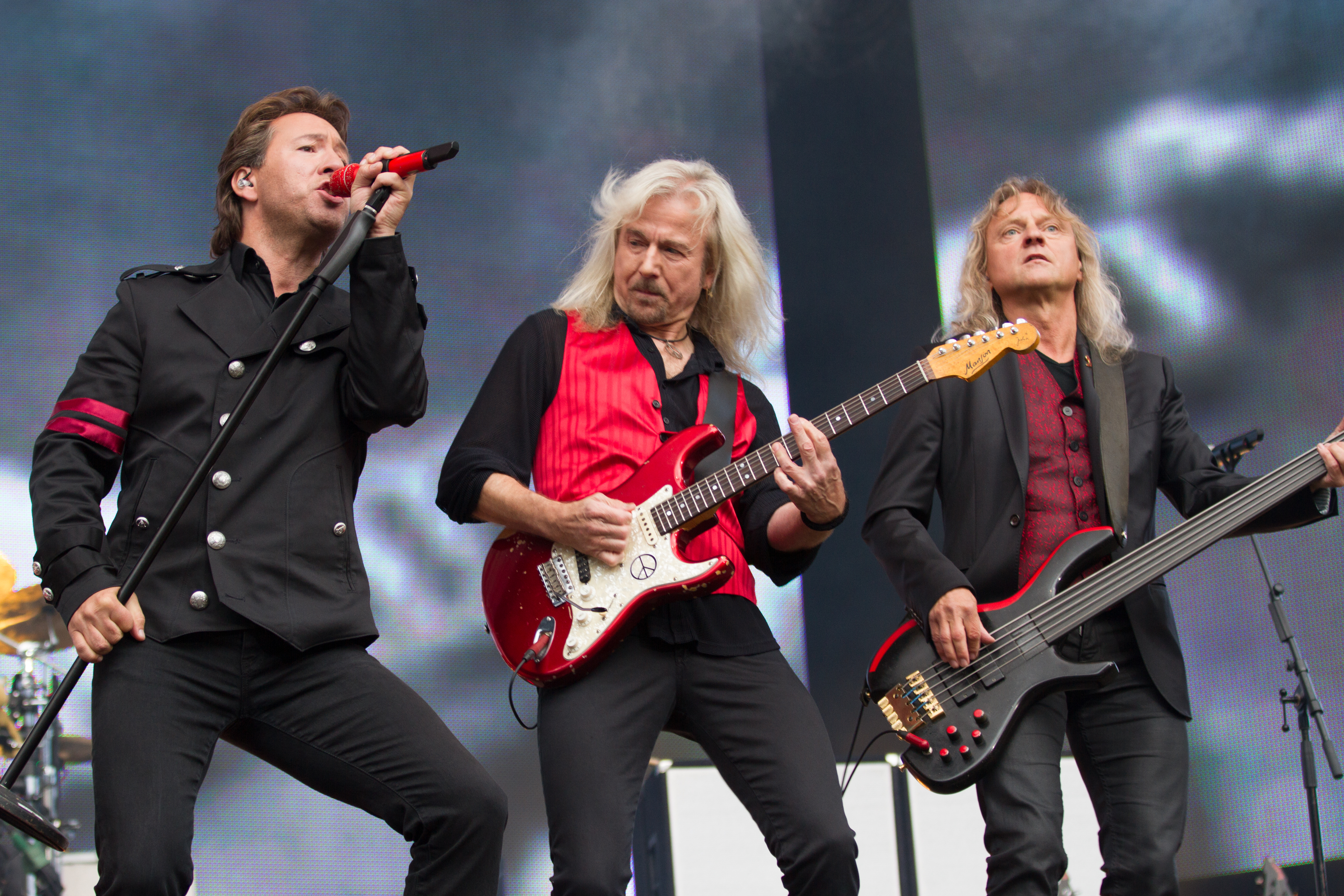
Claudius Dreilich, Bernd Römer, Christian Liebig

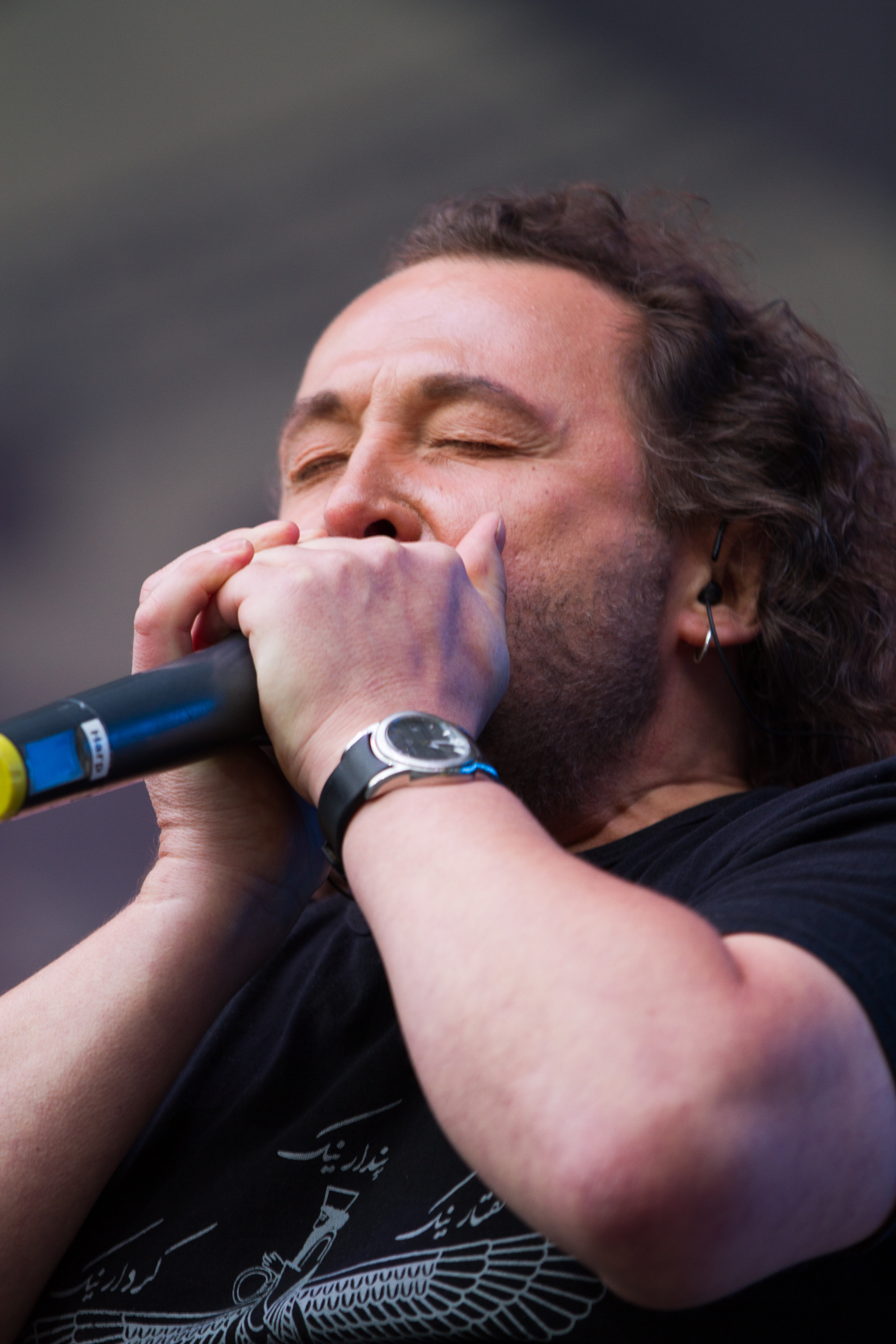
Martin Becker

Basisten Henning Protzmann beslöt att grunda ett nytt band sedan hans dåvarande band Panta Rhei tappat popularitet i mitten av 1970-talet. Protzmann träffade gitarristen Ulrich Pexa (som tidigare spelat med Frank Schöbel) och tillsammans med trummisen Konrad Burkert, keyboardisten Christian Steyer och sångaren Joachim „Neumi“ Neumann började man spela under hösten 1974. Steyer lämnade efter tre veckor och ersattes av Ulrich "Ed" Swillms och sedan tillkom Herbert Dreilich som sångare och gitarrist, båda med ett förflutet i Panta Rhei. Därmed var Karats första uppsättning klar. Den första konserten följde i februari 1975.
Fram till slutet av 1975 producerade man totalt 13 sånger som snabbt gjorde gruppen känd. Under kommande period byttes medlemmar och bland annat blev Dreilich ensam sångare och hans röst blev en viktig del i Karats identitet som band. De första större framgångarna följde med Märchenzeit och Abendstimmung och det definitiva genombrottet kom med König der Welt och Über sieben Brücken mußt du gehn. Karat blev nu utgivna av det statliga östtyska skivbolaget Amiga. I september 1979 följde den första spelningen i Västberlin. Albumet Schwanenkönig (1980) släpptes i både Östtyskland och Västtyskland. 
1981 släpptes Der blaue Planet som blev en stor framgång för bandet liksom det efterföljande albumet. Bland annat uppträdde man som enda östtyska band i det populära västtyska TV-underhållningsprogrammet Wetten, dass..? och tilldelades även Goldene Schallplatte. 1984 tilldelades man även den östtyska utmärkelsen Nationalpreis für Kunst und Kultur av Erich Honecker. 
Från och med albumet Der blaue Planet publicerade Karat olika sångtexter som var kritiska med de politiska förhållanden i Östtyskland men kritiken framfördes som metaforer.
Under bandets första 30 år var sångaren och gitarristen Herbert Dreilich den drivande personen. Efter hans död övertog sonen Claudius Dreilich ledarpositionen. Bandet har egna konserter och är del av konsertprogrammet „Ostrock Klassik“. Konserter arrangeras i tyskspråkiga länder samt bland annat i Danmark, Frankrike, Ryssland, Rumänien och Kuba.

## Medlemmar
- Claudius Dreilich – sång, gitarr (2005–)
- Bernd Römer – sologitarr (1976–)
- Christian Liebig – basgitarr (1986–)
- Michael Schwandt – trummor (1976–)
- Ulrich "Ed" Swillms – klaviatur (1975–)
- Martin Becker – klaviatur (1992–)

### Tidigare medlemmar
- Hans-Joachim "Neumi" Neumann – sång (1975–1977)
- Herbert Dreilich – sång, akustisk gitarr (1975–2004, död 12 dec. 2004)
- Ulrich Pexa – sång, elektrisk gitarr (1975–1976)
- Henning Protzmann – basgitarr (1975–1986)
- Konrad Burkert – trummor (1975–1976)
- Thomas Kurzhals – klaviatur (1984–1992, död 2 januari 2014)
- Thomas Natschinski – klaviatur (1981–1984)

## Diskografi
- Karat (1978)
- Über sieben Brücken (1979)
- Albatros (1979)
- Schwanenkönig (1980)
- Der blaue Planet (1982)
- Die sieben Wunder der Welt (1984)
- 10 Jahre Karat – Auf dem Weg zu Euch (Live) (1985)
- Fünfte Jahreszeit (1987)
- ... im nächsten Frieden (1990)
- Karat 91 (1991)
- Vierzehn Karat – Best of Karat (1992)
- Die geschenkte Stunde (1995)
- Balance (1997)
- Sechzehn Karat – Best of Karat (1998)
- Ich liebe jede Stunde (2000)
- 25 Jahre – Das Konzert (2001)
- Licht und Schatten (2003)
- 30 Jahre Karat (2005)
- Weitergeh'n (2010)
- Symphony (2013)
- Seelenschiffe (2015)

### Singlar
- "Du und ich" / "Leute, welch' ein Tag" (1975)
- "Das Monster" / "Abendstimmung" (1976)
- "Auf den Meeren" / "Wenn das Schweigen bricht" (1978)
- "König der Welt" / "Reggae Rita Star" (1978)
- "Über sieben Brücken" / "Rockvogel" (1979)
- "Über sieben Brücken" / "Blues" (1979/1981)
- "Magisches Licht" / "Großstadt" (1980)
- "Schwanenkönig" / "Le Doyen II" (1980)
- "Über sieben Brücken" / "Gewitterregen" / "König der Welt" / "Der Boxer" (1981)
- "Der blaue Planet" / "Blumen aus Eis" (1981)
- "Jede Stunde" / "Falscher Glanz" (1982)
- "Kalter Rauch" / "Flipper" (1983)
- "Und ich liebe Dich" / "Abendstimmung" / "Märchenzeit" / "He, Manuela" (1983)
- "Kalter Rauch" / "Unterwegs nach Haus'" (1984)
- "Hab' den Mond mit der Hand berührt" / "Halleluja Welt" (1985)
- "Die fünfte Jahreszeit" / "Der Liebe Fluch" (1986)
- "In deiner Galerie" / "Der Fahrradverkäufer" (1987)
- "Immer so" / "Hör' nicht auf" (1989)
- "Atemlos" / "Magie der Nacht" (1990)
- "Über sieben Brücken" / "... im nächsten Frieden" (1990)
- "Wunder" / "Die Schatten werden länger" (1991)
- "Schwerelos" / "Visionen?" (1991)
- "Kind" / "Regen und Eis" (1992)
- "Ganz oben" / "Die geschenkte Stunde" / "Ganz oben (Long-Version)" (1994)
- "Unter dem Wind'" / "Jedermann" / "Der achte Tag" (1995)
- "Vielleicht (Radio-Edit)" / "Vielleicht" (1997)
- "Der Ozean" / "Lebenszeichen" / "Niemandsland" (1998)
- "Das kann niemand so wie Du" (1998)
- "Ich liebe jede Stunde (Remake)" / "Jede Stunde (Original)" (2000)
- "Dann kann ich fliegen" / "In deiner Galerie" / "Blumen aus Eis" (2001)
- "Soweit der Wind" (2003)
- "Herbert-Dreilich-Gedenk-CD" (2005)
- "Melancholie" (2005)
- "Der letzte Countdown" / "Melancholie" / "Der letzte Countdown (Akustik-Version)" (2006)
- "Winterzeit" (2006)
- "... nie zu weit" (2007)
- "Weitergeh'n" (2010)
- "Berlin" (2010)
- "So wie du" (2012)
- "Der blaue Planet (live)" (2013)
- "Seelenschiffe" (2015)

## Utmärkelser
- Publikpriset "Goldene Henne", 1995[1]